# Граниковка
Гранико́вка (каз. Граниковка) — село у складі Сандиктауського району Акмолинської області Казахстану. Входить до складу Лісного сільського округу.
Населення — 43 особи (2021; 100 у 2009, 151 у 1999, 218 у 1989).
Національний склад станом на 1989 рік:
- росіяни — 100 %.